# Rantau Embacang
Rantau Embacang is een bestuurslaag in het regentschap Bungo van de provincie Jambi, Indonesië. Rantau Embacang telt 2311 inwoners (volkstelling 2010).